# Immoble al carrer del Prat, 18
L'Immoble al carrer del Prat, 18 és una obra de Breda (Selva) protegida com a Bé Cultural d'Interès Local.

## Descripció
Edificació de planta baixa i dues plantes pis en la cantonada dels carrers Prat i Sant Iscle. Les obertures de la planta baixa estan modificades, i les dels pisos són amb arc rebaixat i estan disposades verticalment seguint un mateix eix. Hi ha un balcó per planta: el del primer pis amb mènsules decoratives sota la llosa i el del segon sense llosa, simplement una barana encastada a la zona dels brancals. El sòcol de cada pis i els emmarcaments estan ressaltats. Emmarcant la façana hi ha un ressalt a manera de pilastra, el capitell de la qual coincideix amb la part de la cornisa. La part de façana que dona al carrer Sant Iscle sembla de construcció més recent.